# Limana
Limana  es una localidad italiana de la provincia de Belluno, región de Véneto , con 4.929 habitantes.

## Evolución demográfica
| Gráfica de evolución demográfica de Limana entre 1861 y 2001 |
|                                                              |
| Fuente ISTAT - elaboración gráfica de Wikipedia              |